# Ян Оссолінський (пом. 1504)
Ян Оссолінський гербу Топор (пом. 1504) — державний діяч, дипломат Королівства Польського, підкоморій люблінський (1504), надвірний маршалок (1504).

## Життєпис
Ян Оссолінський був найстаршим сином Анджея з Оссоліна та Балиців і його дружини Катажини, доньки судді земського люблінського Міколая з Праведників. Мав 4 братів і 1 сестру.
Разом із братами успадкував від батька позичку королю на суму 3 000 угорських флоринів. У зв'язку з цим Ян часто контактував із Казимиром Ягеллончиком і Яном Ольбрахтом, а також численними поручителями цього боргу. 1497 року став придворним короля Яна Ольбрахта, також опікуном дітей померлого Яна Кміти Собєнського з Вішьніча. Цього ж року брав участь у військовому поході короля до Молдавії, під час якого в обозі під Сучавою отримав маєтки на Підляшші, конфісковані у шляхти за неприбуття до посполитого рушення.
Від короля Олександра Ягеллончика 1502 року отримав експектативу на уряд стольника сандомирського. Від імені короля 1503 року позичав для нього гроші в Яна Конінського з Якубовиців. 1503 року отримав експектативу на посаду краківського бурґграфа. Часто виступав як королівський комісар під час вирішення різних спірних питань.
1504 року став підкоморієм люблінським. У липні цього ж року згадується в документах як маршалок королівського двору, надвірний маршалок при королеві Олександрові. Ймовірно, тимчасово виконував маршалківські функції під час неприсутності біля короля тодішнього маршалка Яна Рабштинського з Тенчина. У цей же час відбув у посольство до молдавського воєводи Богдана III, де також вів переговори з угорськими послами та боярами Нижньої Волощини. Повернувся до Польщі восени.
Помер на рубежі осені/зими того ж року.

## Маєтності
Батько передав Янові Оссолінському ще за життя балицький маєток. 1488 року брати здійснили розподіл спадщини. Ян, як найстарший син, отримав Балиці, Бурув, Щиґлиці, Абрамовиці (частина м. Люблін), Басоню, частину Моравиці та Балтова. Цього ж року коштом позички 3000 флоринів, успадкованої від батька, він орендував Люблінський замок у короля Казимира IV Ягеллончика. Мешкав у замку Оссолінських у Моравиці біля Кракова. Протягом 1498—1504 років брав участь у забезпеченні оплати праці священника та був покровителем місцевого костелу.
Протягом 1489—1495 років тримав у заставі за 550 угорських флоринів Ботурзин (тепер частина Іґоломії), а 1491 року канонік краківський Ян Жешовський продав за 2000 угорських флоринів це село Янові Оссолінському. 1496 року заставив Абрамовиці з двором Пйотрові Пшонці з Бабіна за 250 флоринів. 1497 року король записав дружині Оссолінського 200 гривень на Вільколазі (тепер — 3 села у гміні Вільколаз) на Люблінщині.
1501 року Ян Оссолінський уклав договір Яном Коморовським щодо маєтностей орявських. 12 лютого 1502 року підтверджений Олександром Ягеллончиком виданий раніше документ Яна Ольбрахта, яким Ян, Анджей, Прокоп і Павел Оссолінські зреклися прав до маєтку Орява на користь Яна Коморовського з Живця. 1502 року Оссолінський отримав річну ренту від краківських ремісників, а 1503 року — довічно королівську стацію в Тшемешно. Він також мав певні суми під заставу королівських земель на Люблінщині (Сероцьк та Лешковиці).
Проте, попри значні статки, Оссолінський наприкінці життя мав серйозні фінансові проблеми та позичив у одного з найбагатших купців, краківського райці Северина Бетмана велику суму під заставу галицьких маєтків, яку не зміг повернути. Наприкінці життя більшість його великого маєтку була заставлена.

## Сім'я
1488 року в Кракові одружився з Анною Жешовською (пом. 1508) — донькою Яна Жешовського (пом. 1477/8), каштеляна перемишльського, кузиною єпископа краківського Яна Жешовського. Подружжя мало 4 синів:
- Анджея — дідича Балтова, Бурова, Шимановиців;
- Яна — дідича Балтова, Шимановиців;
- Станіслава — дідича Абрамовиців, Срочкова;
- Якуба — дідича Абрамовиців, Срочкова.